# روابط اسرائیل و ایران
روابط اسرائیل و ایران را می‌توان به سه دوره عمده تقسیم کرد: دوره روابط دوستانه این دو کشور از سال ۱۳۲۶ تا ۱۳۵۷ در دوران دودمان پهلوی، وخامت روابط پس از انقلاب ۱۳۵۷ ایران تا سال ۱۳۶۹ و سرانجام روابط خصمانه پس از پایان جنگ اول خلیج فارس. ایران در سال ۱۳۲۶ در بین ۱۳ کشور جهان بود که با طرح سازمان ملل برای تقسیم فلسطین مخالفت کرد. دو سال بعد نیز ایران به پذیرش اسرائیل در سازمان ملل متحد رای منفی داد.
پس از کودتای ۲۸ مرداد که قدرت محمدرضا پهلوی را تثبیت کرد. اسرائیل در سال ۱۹۴۸، روابط نزدیکی با ایران داشت و ایران پس از ترکیه دومین کشور مسلمانی بود که دولت یهود را به رسمیت شناخت. اسرائیل در زمان شاه محمدرضا پهلوی متحد ایران بود. تا جایی که آژانس جاسوسی موساد به آموزش پلیس مخفی ساواک رژیم پهلوی کمک کرد. روابط دو کشور به‌طور قابل توجهی بهبود یافت. محمدرضا پهلوی از دخالت مستقیم در جنگ‌های اعراب و اسرائیل پرهیز کرد و با شرق و غرب روابط مطلوبی داشت.
در دهه‌های ۱۳۳۰ و ۱۳۴۰ خورشیدی، ایرانِ پهلوی و اسرائیل یکی از گسترده‌ترین شبکه‌های همکاری اقتصادی در خاورمیانه را شکل دادند. دولت تهران پس از به‌رسمیت‌شناختن رسمی اسرائیل، سفارتخانه‌هایی در هر دو پایتخت افتتاح کرد و صادرات نفت خام ایران از طریق خط لوله ایلات–اشکلون به بنادر مدیترانه‌ای اسرائیل آغاز شد؛ طرحی که سالانه میلیون‌ها بشکه نفت را به اروپا رساند و درآمد تازه‌ای برای هر دو کشور فراهم آورد. در همین دوره، شرکت‌های اسرائیلی فناوری آبیاری قطره‌ای را به مزارع خوزستان و یزد وارد کردند و حجم مبادلات کشاورزی و صنعتیِ دو کشور رو به فزونی گذاشت.
همکاری علمی و فرهنگی نیز شکوفا بود: دانشگاه تهران میزبان دوره‌های جراحی قلب و چشم با حضور گروهی از پزشکان اسرائیلی شد و دانشجویان ایرانی به‌منظور فراگیری مهندسی پیشرفته راهی تِخنیون و پژوهش‌های علوم پایه راهی مؤسسه علوم وایزمن گردیدند. کنسرت‌های موسیقی ایرانی در تالارهای تل‌آویو و نمایشگاه‌های هنری اسرائیلی در موزه‌های تهران برگزار می‌شد و رسانه‌های دو کشور این دوران را «طلایی» می‌نامند؛ دورانی که ارزش مبادلات دوجانبه تا میانهٔ دههٔ ۱۳۵۰ به جایگاهی بی‌رقیب در منطقه رسید.

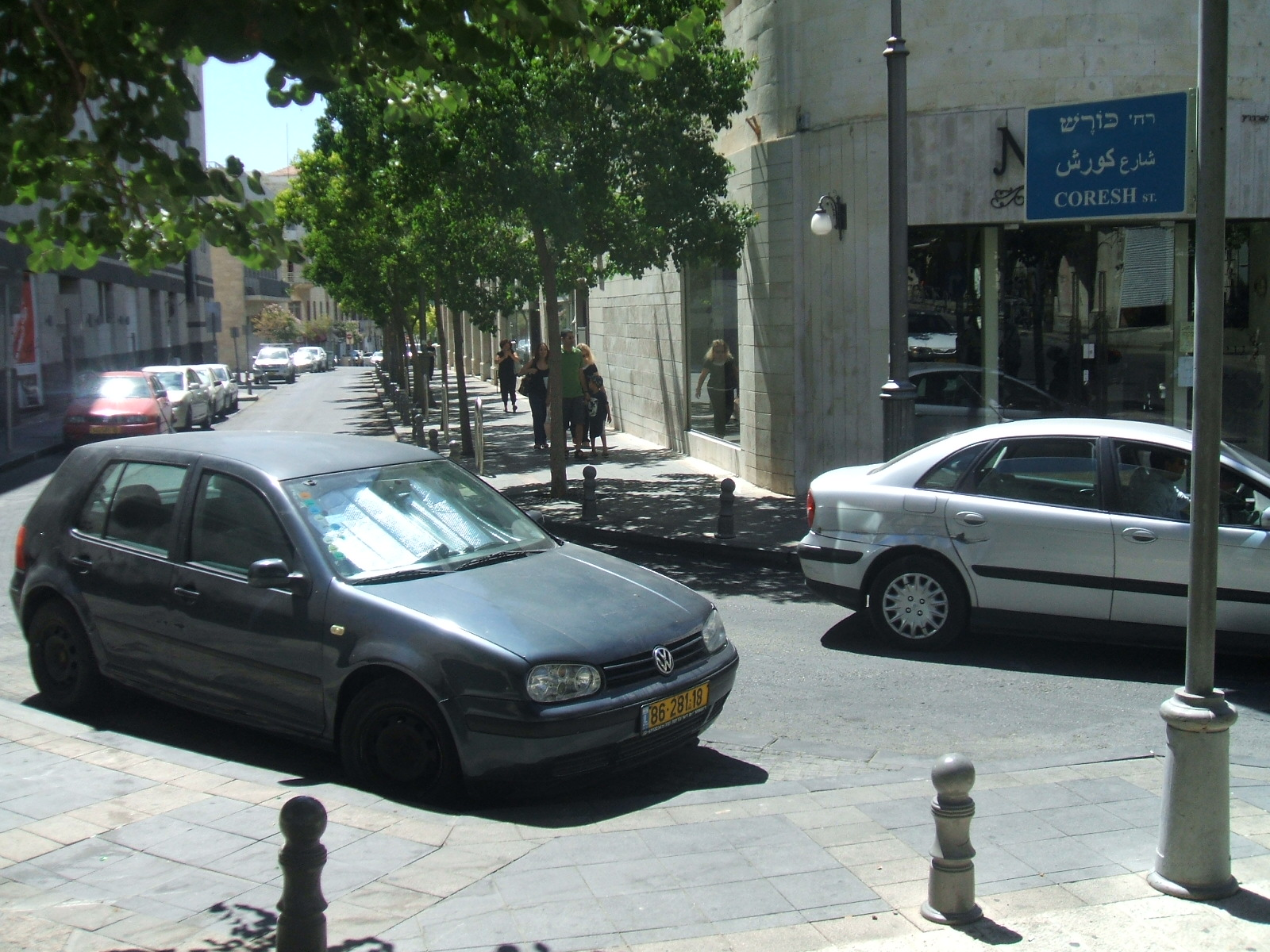
خیابان کوروش در اورشلیم

پس از انقلاب ۱۳۵۷ ایران همه روابط دیپلماتیک و تجاری با اسرائیل را قطع کرد و حکومت اسلامی ایران، اسرائیل را به عنوان یک کشور به رسمیت نمی‌شناسد. چرخش از صلح سرد به خصومت در اوایل دهه ۱۳۷۰ خورشیدی رخ داد، اندکی پس از فروپاشی اتحاد جماهیر شوروی و شکست ارتش عراق در جنگ خلیج فارس پس از آن قطب‌های قدرت در خاورمیانه به سمت ایران و اسرائیل تغییر یافتند. این درگیری در اوایل دهه ۷۰ تشدید شد، زیرا دولت اسحاق رابین مواضع تهاجمی‌تری علیه ایران اتخاذ کرد. درگیری لفظی این دو کشور در دوران ریاست جمهوری محمود احمدی‌نژاد که اظهارات ستیزه‌جویانه‌ای علیه اسرائیل انجام داده بود، افزایش یافت. سایر عواملی که به تشدید این تنش‌ها دامن‌زد عبارتند از: توسعه برنامه هسته‌ای در ایران، حمایت ایران از گروه‌هایی مانند حزب‌الله، جهاد اسلامی و حماس و اتهام دست‌داشتن ایران در حملات تروریستی ازجمله حمله به سفارت اسرائیل در بوئنوس آیرس در سال ۱۳۷۱ و بمب‌گذاری آمیا و ادعای ایران مبنی بر حمایت اسرائیل از گروه‌هایی مانند مجاهدین خلق ایران و جندالله و نیز عملیات‌های مخفیانه تروریستی در ایران.

## دوره پهلوی

### پیش از اسرائیل
پس از جنگ جهانی اول و با مقاومت فلسطینیان در برابر مهاجرت یهودیان، جامعه ایران با رهبری روحانیون روی خوشی به رشد جنبش صهیونیسم نشان نداد. بااینحال ایران به دلیل جمعیت بالای یهودیان برای سازمان جهانی صهیونیسم و تشویق آنها برای مهاجرت به فلسطین اهمیت داشت. آژانس یهود (وابسته به سازمان جهانی صهیونیسم) در سال ۱۹۴۲ در زمان اشغال ایران در جنگ جهانی دوم موفق شد تا هیاتی را با هدف کمک به آموزش دینی یهودیان بفرستد. اما دولت ایران مخالف شدید تشکیل کشور یهودی در مناطق فلسطینی بود. تا جایی که که وقتی ایران در سال ۱۹۴۷ به عنوان یکی از اعضای کمیته ویژه فلسطین در سازمان ملل انتخاب شد یکی از سه کشوری بود که با تقسیم فلسطین بین یهودیان و فلسطینی‌ها مخالفت کرد. ایران حتی در جلسه رای‌گیری در مجمع عمومی سازمان ملل متحد علیه طرح تقسیم فلسطین رای داد.

### به‌رسمیت شناختن

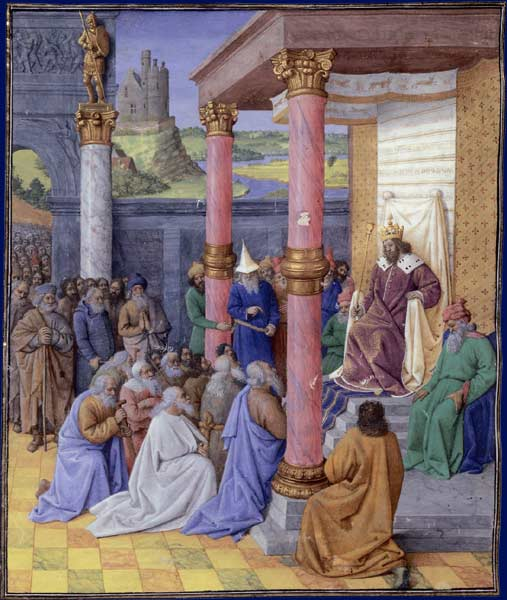
یهودیان در نزد کورش بزرگ، اثر ژان فوکه در سال ۱۴۷۰ میلادی. یهودیان همواره به دلیل نجات آنان از بند اسارت در زمان هخامنشیان، برای کورش احترام خاصی قائل بودند.

در سال ۱۹۴۸ میلادی که طرح تشکیل کشور اسرائیل در دستور کار سازمان ملل متحد گذاشته شد، نصرالله انتظام نماینده ایران در سازمان ملل به عضویت کمیسیونی از نمایندگان یازده کشور انتخاب شد که به قضیه فلسطین رسیدگی کنند. او در این کمیسیون با تقسیم فلسطین و تشکیل کشور اسرائیل مخالفت کرد و خواهان تشکیل دولتی واحد اما فدرال در فلسطین شد.
تشکیل کشور اسرائیل اعتراض‌های گسترده‌ای در ایران بر پا کرد. در سطوح رسمی نیز نمایندگان مجلس شورای ملی علیه اسرائیل موضع‌گیری می‌کردند و خواهان اقداماتی علیه دولت تازه تأسیس اسرائیل می‌شدند. نخستین موضع‌گیری علنی در سطوح رسمی را با اسرائیل، محمدرضا آشتیانی‌زاده نماینده ورامین در مجلس شورای ملی کرد که تأسیس اسرائیل را ضربه‌ای خواند که «آمریکا و شوروی بر قلب عالم اسلام زده‌اند».

### جنگ اعراب و اسرائیل
هنگام تشکیل کشور اسرائیل، حدود ۴۵۰۰ نفر از اتباع ایران در فلسطین زندگی می‌کردند که ۲۵۰۰ نفر از آنان مسلمان بودند. جنگ اعراب و اسرائیل در سال ۱۹۴۸ باعث آوارگی بخش بزرگی از آنان شد. تلاش دولت ایران (در زمان نخست‌وزیری محمد ساعد مراغه‌ای) برای کمک به اتباع خود باعث نخستین تماس میان دولت‌های اسرائیل شد. در پی این تماس‌ها، با اینکه اسرائیلی‌ها حتی به شهروندان اروپایی مانند یونانی‌ها، ایتالیایی‌ها و بلژیکی‌ها که آواره شده بودند، اجازه بازگشت به خاک اسرائیل ندادند، همه شهروندان ایرانی را به خانه‌های خود بازگردانده، اموالشان را به آنان پس دادند و امکانی برایشان فراهم آوردند که به کسب و کار خود ادامه دهند. این شهروندان ایرانی هم با ارسال تلگراف‌هایی به دولت ایران، از «حسن رفتار و مهربانی‌های مأموران دولت اسرائیل نسبت به ایرانی‌ها» خبر دادند.
بدین ترتیب دولت ایران در اوائل زمستان ۱۳۲۸ یک نماینده کنسولی به نام عباس صیقل را به عنوان «نماینده ویژه ایران» برای رسیدگی به وضعیت شهروندان ایرانی به اسرائیل فرستاد. اسرائیل نیز درخواست کرد که درمقابل، نماینده ویژه‌ای به تهران بفرستد اما دولت ایران مخالفت کرد.

### به رسمیت شناختن
هری ترومن تلاش زیادی برای آغاز رابطه ایران با اسرائیل کرد. در آبان ۱۳۲۸ و با نخستین سفر محمدرضا شاه به آمریکا هری ترومن در گفتگو با او مسئله روابط ایران و اسرائیل را مطرح کرد. نخستین مذاکرات جدی در سال ۱۹۴۹ بین نصرالله انتظام در گفتگو با آبا ابن نماینده اسرائیل در سازمان ملل متحد انجام شد. انتظام به ابن گفته بود که به‌رسمیت شناختن اسرائیل بسیار دشوار است. نماینده اسرائیل در پاسخ به او گفت که اتحاد میان ایران و اسرائیل، جبهه متحدی علیه اعراب می‌سازد. در اسفند ۱۳۲۸ با وجود مخالفت افکار عمومی، دولت ساعد یک سال و نیم پس از تشکیل کشور اسرائیل، آن کشور را به صورت دو فاکتو به رسمیت شناخت. این تصمیم در نشست هیئت دولت در شب ۱۴ اسفند ۱۳۲۸ به اتفاق آراء گرفته و به نصرالله انتظام نماینده ایران در سازمان ملل متحد ابلاغ شد که با تماس با نماینده دولت اسرائیل، شناسایی بالفعل (دو فاکتو) را به او اعلام کند.
تا آن هنگام حدود پنجاه کشور اسرائیل را به رسمیت شناخته بودند و ترکیه تنها کشور مسلمان بود که اسرائیل را به صورت مشروع (دو ژور) به رسمیت شناخته بود. اقدام دولت ایران در شناسایی دو فاکتوی اسرائیل که بدون در جریان گذاشتن کمیسیون خارجه مجلس هم انجام گرفته بود، هم در داخل ایران و هم در کشورهای عربی اعتراض برانگیخت. در هر دو مجلس سنا و شورای ملی نیز از وزارت امورخارجه برای این اقدام توضیح خواستند. محمد ساعد که مدت کوتاهی پس از تصمیم‌گیری برای شناسایی دو فاکتوی اسرائیل از نخست‌وزیری کنار رفته و به فرمان شاه، عضو مجلس سنا شده بود، در این مجلس نطقی در توجیه تصمیم خود کرد و گفت بدون شناسایی دو فاکتو، دولت نمی‌توانست مأموری برای حل مشکلات ایرانیان ساکن اسرائیل بکند.
ساعد در این نطق همچنین به تماس‌های مستقیم و محرمانه بعضی از دولت‌های عرب با دولت اسرائیل برای چیدن مقدمات برقراری رابطه رسمی و صلح و سازش اشاره کرد و گفت تصمیم دولتش برای شناسایی اسرائیل پس از آن انجام گرفت که اطمینان حاصل کرد نمایندگان دولت‌های عربی و اسرائیل روی یک کشتی انگلیسی سازش‌نامه‌ای تنظیم و امضا کرده‌اند و قرار است در ۲۱ اسفند (۱۲ مارس) کنفرانسی در قاهره تشکیل و موضوع برقراری رابطه با دولت اسرائیل در آن بررسی شود اما نه از امضای سازش‌نامه روی کشتی انگلیسی و نه از کنفرانس قاهره هیچ اطلاعی به دولت ایران نداده بودند. در نتیجه دولت او شایسته ایران ندید که از سیاست دولت‌های عربی پیروی کند و تصمیم گرفت سیاست مستقلی در قبال اسرائیل پیشه سازد.

### رشوه به ساعد و خرید مطبوعات
برخی مورخان همچون حسین مکی در نطق‌های خود در مجلس در دوران جنگ اعراب و اسراییل به رشوه پرداخت شده به نخست‌وزیر وقت ایران محمد ساعد برای به رسمیت شناختن اسراییل اشاره کردند. روزنامه اسراییلی تایمز اسرائیل مبلغ این رشوه را چهارصد هزار دلار (معادل ۳ میلیون و نهصد هزار دلار سال ۲۰۱۴) نوشته که به شخص محمد ساعد پرداخت شده و بخشی از آن نیز برای خرید افکار عمومی میان مطبوعات خرج شده بود.

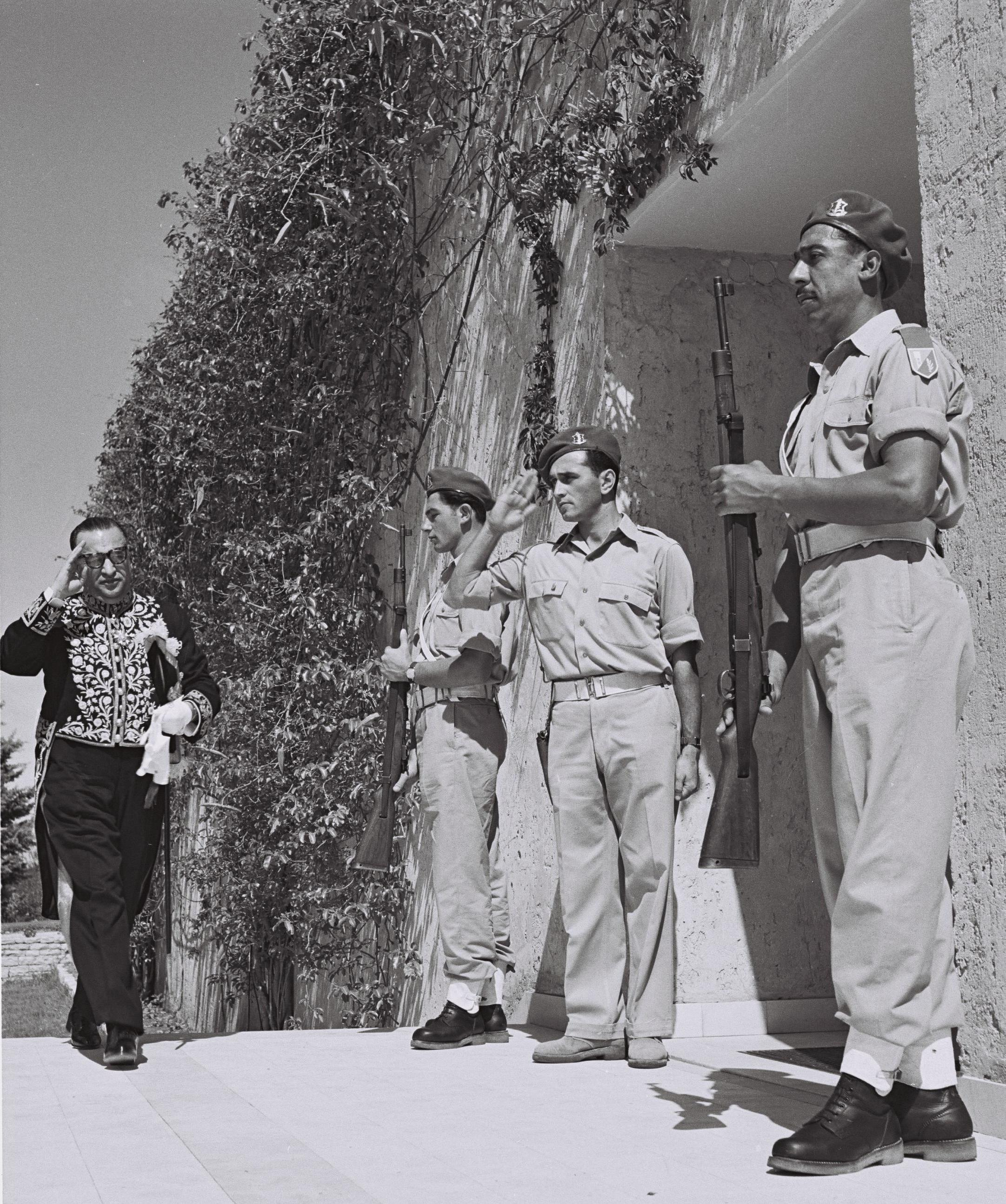
رضا صفی‌نیا، نماینده ویژه ایران در اسرائیل، در لباس تشریفات دربار پهلوی، حین ورود به خانهٔ شخصی حییم وایزمن، جهت عرض تبریک به مناسبت سال‌روز استقلال اسرائیل در تاریخ ۲۴ آوریل ۱۹۵۰ میلادی.

### محمد مصدق
محمد مصدق که با پشتیبانی روحانیون روی کار آمده بود پس از به‌دست گرفتن قدرت از سوی آنان (ویژه سید ابوالقاسم کاشانی) قرار گرفت که تصمیم دولت ساعد را لغو کند. دولت ایران در ۱۵ تیر ۱۳۳۰ سرکنسولگری خود را در بیت‌المقدس بود منحل کرد و علت آن را مشکلات مالی خواند. مهذب‌الدوله کاظمی وزیر امورخارجه ایران با اعلام این تصمیم در مجلس شورای ملی گفت: «دولت مصمم نیست راجع به شناسایی رسمی دولت اسرائیل اقدام دیگری بکند و نماینده‌ای هم از اسرائیل در ایران قبول نکرده و نخواهد کرد». بدین ترتیب، دولت ایران رسماَ نه شناسایی دوفاکتو را پس گرفت و نه تأیید کرد.

### محمدرضا شاه
محمدرضا شاه پهلوی (۱۹۴۱–۱۹۷۹) در حالی که به دنبال روابط نزدیک با غرب و تلاش برای مدرنیزه شدن بود، اسرائیل را متحد طبیعی می‌دانست. قدرت و پیشرفت اسرائیل او را مجذوب خود کرد و درگیری آن با جهان عرب و مخالفت با نفوذ کمونیست‌ها در منطقه باعث تقویت بیشتر روابط شد. شاه همچنین معتقد بود که از طریق روابط با اسرائیل، ایران در ایالات متحده سود می‌برد و حمایت یهودیان آمریکایی، کنگره، رسانه‌ها، جامعه تجاری و دولت را به دست می‌آورد.در دوران سلطنت محمدرضا شاه پهلوی، روابط ایران و اسرائیل، زائیدهٔ «منافع مشترک» ایران و اسرائیل از جمله وضعیت شهروندان هر دو کشور، رویارویی با قدرت‌طلبی کشورهای عربی منطقه خلیج فارس با خط مشی سیاسی پان-عربیستی، همانند جمال عبدالناصر و صدام حسین بود. در همین راستا اسرائیل به‌طور منظم تحرکات سیاسی مصر در میان اعراب منطقه، گزارش پیشرفت‌های عراق در زمینه‌های گوناگون و گزارش‌های مرتبط با فعالیت زیرزمینی کمونیست‌ها در ایران را در اختیار دولت شاهنشاهی ایران قرار می‌داد. محمدرضا شاه یک بار در پاسخ به خبرنگاری چنین گفت که در صورت شروع جنگ بین اعراب و اسرائیل او طرف اسرائیل را خواهد گرفت.
در سپتامبر ۱۹۵۰ م. رضا صفی‌نیا، نماینده ویژه ایران در تل‌آویو در جریان دیداری خصوصی با داوید بن گوریون، نخست‌وزیر اسراییل به وضعیت ۲۸۰ تبعهٔ مسلمان ایرانی که در جریان جنگ استقلال اسرائیل از سرزمین فلسطین گریخته بودند و تنها ۱۶۰ نفر اجازهٔ بازگشت پیدا کرده بودند، اشاره کرد و خواستار اجازهٔ بازگشت باقی ایرانیانی شد که مقامات اسرائیلی از بازگشت آن‌ها به خانه و زندگی‌شان خودداری کرده بودند. در آن دیدار نخست‌وزیر اسراییل وعدهٔ بررسی و حل سریع شکایت دولت ایران را داد.
مناسبات ایران و اسرائیل در زمینه‌های مختلف گسترش می‌یافت؛ ولی عمده تبادلات صورت گرفته بین ایران و اسرائیل مربوط به معامله سلاح و تجهیزات نظامی بوده است. همانند آمریکا، اسرائیل نیز اساس معاملات خود با ایران را به فروش سلاح به ایران در ازای دریافت نفت از این کشور نهاده بود. اهمیت ادامهٔ این رابطه در زمان تحریم صادرات نفت از جانب اوپک بیشتر آشکار گشت. دولت ایران در جریان جنگ هشت ساله با عراق بیش از ۵۰۰ میلیون دلار در سال سلاح آمریکایی از انبارهای دولت اسرائیل خریداری می‌نمود که همه نوع سلاح و انواع تجهیزات نظامی را شامل می‌شد.
در ۱ مرداد ۱۳۳۹ عبدالرحمن فرامرزی روزنامه‌نگار و حامی فلسطینی‌ها در یک کنفرانس خبری از شاه پرسید که آیا ایران، اسرائیل را به رسمیت شناخته است یا نه؟ محمدرضا شاه در پاسخ گفت: «شناسایی اسرائیل از طرف ایران سابقاً به‌طور دوفاکتو صورت گرفته بود و امر تازه‌ای نیست. منتهی روی جریانات روز و شاید هم از لحاظ صرفه‌جویی، چند سال پیش نماینده ما از اسرائیل احضار شده بود و هنوز هم وی به آنجا برنگشته است.» این گفته‌های شاه با اعتراض کشورهای عربی روبرو شد. در روز ۶ مرداد ۱۳۳۹ اتحادیه کشورهای عرب اعلام کرد که از این پس، ایران نیز مشمول همان تحریم‌هایی خواهد بود که پیش از این علیه اسرائیل وضع شده بودند. در نشست این اتحادیه، نماینده اردن گفت مطمئن است شاه ایران از این حرف خود عقب‌نشینی می‌کند و به رسمیت شناختن اسرائیل را پس می‌گیرد. اما چنین نشد.

### گسترش روابط

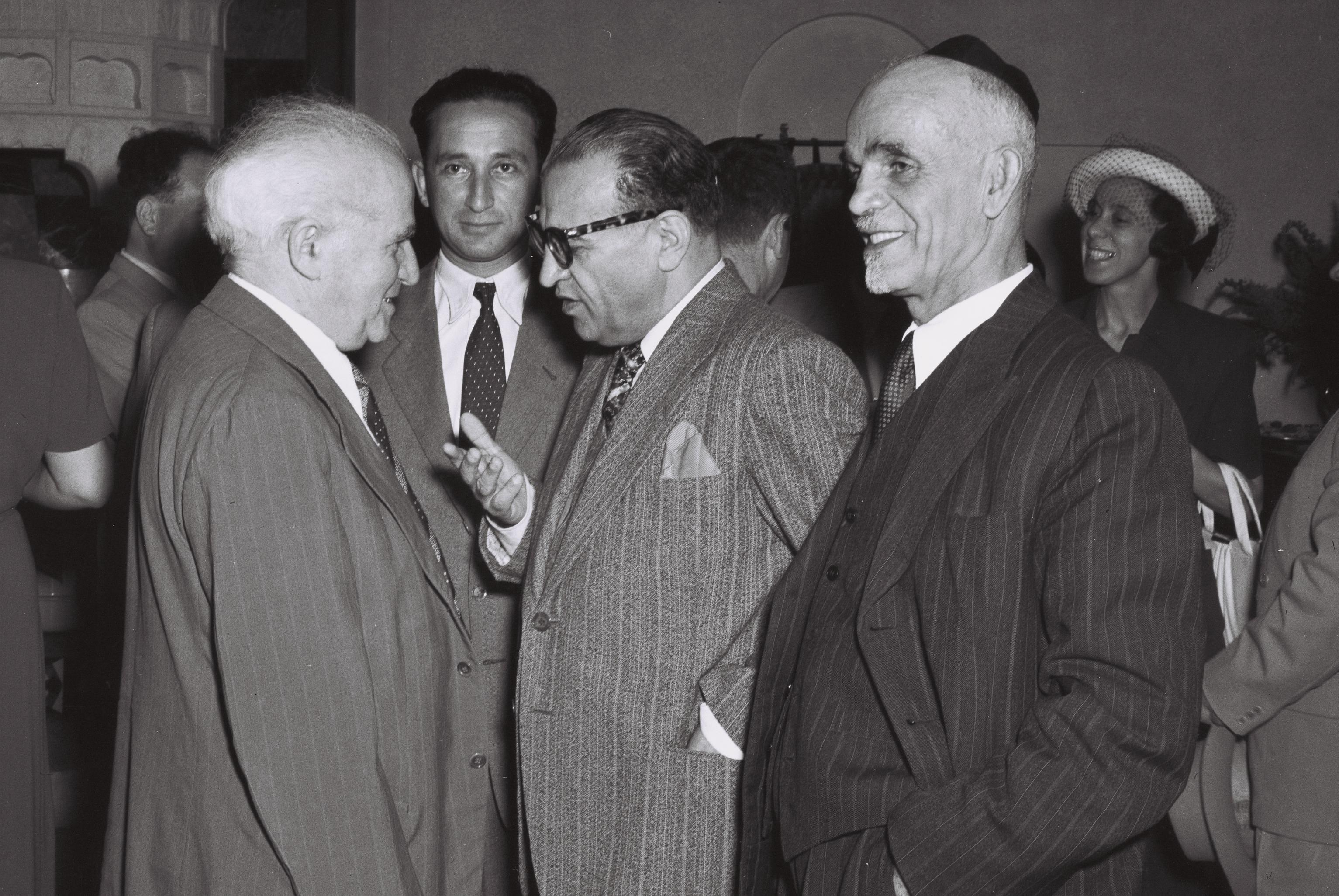
رضا صفی‌نیا، نماینده ویژه ایران در اسرائیل، در حین گفتگو با دیوید بن گوریون نخست‌وزیر و شموئل دیوون، سرپرست بخش خاورمیانهٔ وزارت امور خارجه اسرائیل در مهمانی شامی که توسط نمایندگی ایران در باشگاه YMCA در اورشلیم ترتیب داده شده بود. سپتامبر ۱۹۵۰ م.

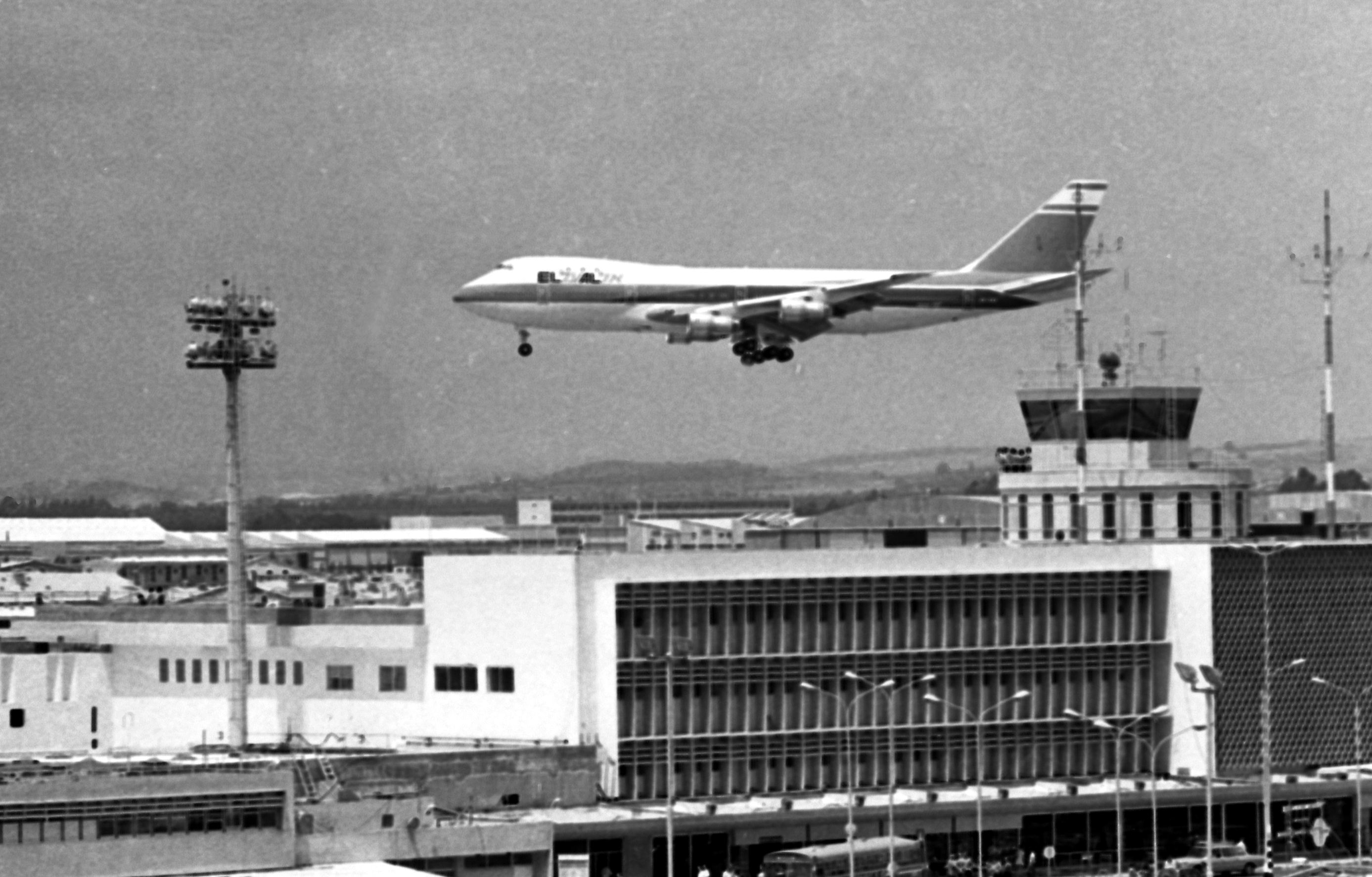
شرکت هواپیمایی ال عال به مدت دو دهه، پروازهای منظم بین تل‌آویو و تهران را برقرار کرده بود و در خیابان ویلای تهران دفتر رسمی داشت.

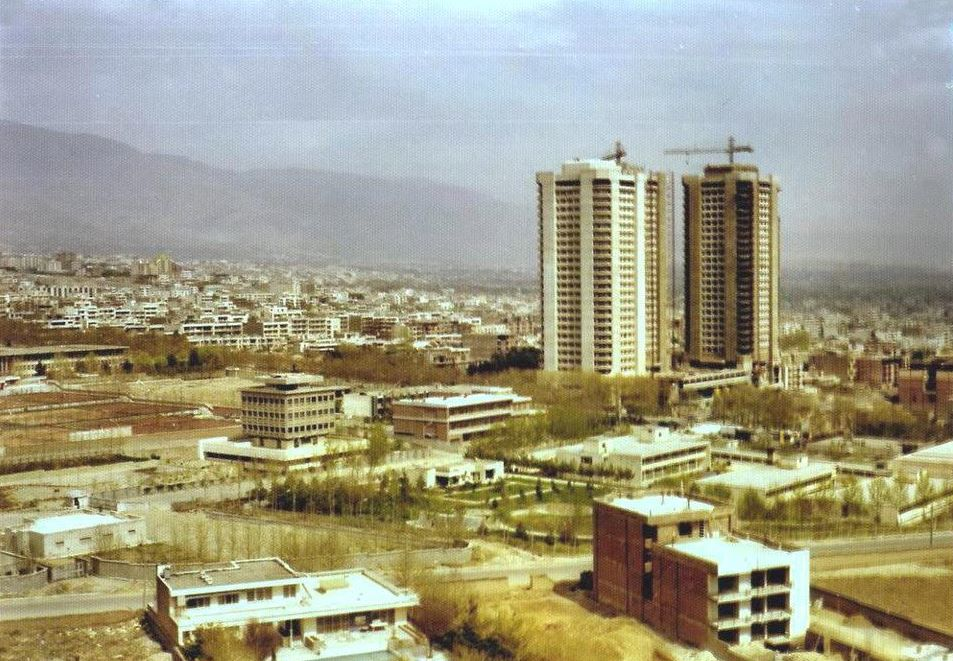
ساختمان اسکان را مهندسان اسرائیلی طراحی کرده و با سرمایه‌گذاری شرکتی متعلق به اتحادیه کارگران اسرائیل ساخته‌شد اما در تبلیغات و اسناد مربوط شرکت اسکان ایران بعنوان سازنده معرفی شده بود تا از حساسیت عمومی جلوگیری شود.

اسرائیل در زمان دودمان پهلوی کمک‌های بزرگی به مدرنیزه‌سازی کشاورزی، دفاع هوایی، پایگاه‌های نیروی دریایی و گردشگری در ایران کرد. اسرائیل همچنین تعداد ۱۵۰۰ متخصص تعاونی‌های سازندگی در ایران را آموزش داد.
ایران در سال ۱۹۵۸، دفتر تجاری ایران در تل‌آویو را تأسیس کرد. این دفتر نام دفاکتوی نمایندگی سیاسی و کنسولی ایران در اسرائیل بود و توسط دیپلمات‌های ایرانی مستقر در اسرائیل اداره می‌شد. دولت اسرائیل نیز با هدف تحکیم روابط بین دو کشور، در همان سال بخش فارسی رادیو اسرائیل را افتتاح کرد. امنون نتصر، آغازگر و مؤسس بخش فارسی صدای اسرائیل به زبان فارسی بود. در حیطه روابط تجاری، در سال ۱۹۷۳ اسرائیل ۳۳ میلیون دلار صادرات به ایران داشت. این مقدار در ۱۹۷۴ به ۶۳ میلیون و در ۱۹۷۷ به ۱۹۵ میلیون دلار رسید. در سال ۱۹۷۸ اسرائیل ۷٪ کل صادرات خود (بالغ بر ۲۲۵ میلیون دلار) را به ایران فرستاد.
در سال ۱۹۶۰ میلادی، نمایندگی سیاسی اسرائیل در تهران تأسیس شد. این نمایندگی تا انقلاب ۱۳۵۷ در ایران فعال بود. مئیر عزری نخستین سفیر اسرائیل در تهران بود. در زمان سفارت یوری لوبرانی نماینده اسرائیل در تهران، بین سال‌های ۱۹۷۴ تا ۱۹۷۹، اسحاق رابین، ایگال آلون، موشه دایان و شیمون پرز به کرات به ایران سفر نمودند و عباسعلی خلعتبری، وزیر خارجه ایران نیز در سال ۱۹۷۷ رسماً به تل‌آویو سفر نمود.
هواپیمایی ال عال از سال ۱۹۶۰ به بعد دارای پروازهای ثابت روزانه از فرودگاه بین‌المللی مهرآباد به فرودگاه بین‌المللی بن گوریون بود. همچنین ساختمان مرکزی هواپیمایی ایران ایر توسط مهندسان اسرائیلی ساخته شد.
در سال ۱۹۶۸ میلادی و به منظور تسهیل صادرات نفت ایران به اروپا شرکت خط لوله نفتی ایلات - اشکلون با ۲۴۲ کیلومتر برای انتقال نفت خام ایران به اروپا از خاک اسرائیل بدون عبور از کانال سوئز مصر با شراکت ۵۰ درصدی دولت ایران و اسرائیل تأسیس شد.
روزنامه کیهان در فروردین ۱۳۴۷ نوشت: شاه رهبر نخستین کشوری بودند که بلافاصله بعد از حمله خردادماه سال گذشته اسرائیل به اردن گفتند که دوران اشغالگری و تهاجم پایان یافته است و هیچ کشور و ملتی حق تجاوز و تصرف سرزمین دیگری را ندارد و اکنون نیز تنها راه پایان دادن به جنگ اعراب و اسرائیل تخلیه سرزمین‌های عربی از نیروهای اسرائیل است.
در سال ۱۹۷۵ ایران به قطعنامه ۳۳۷۹ مجمع عمومی سازمان ملل متحد که به موجب آن صهیونیسم از انواع نژادپرستی شمرده شد، رای مثبت داد.
بر اساس آرشیوهای وزارت امور خارجه اسرائیل، در آن دوره بیش از ۵۰۰ خانواده اسرائیلی در ایران زندگی می‌کردند و دانش‌آموزان اسرائیلی مقیم تهران به مدرسهٔ عبری‌زبان تحت نظر وزارت آموزش اسرائیل می‌رفتند که توسط نمایندگی سیاسی اسرائیل در تهران اداره می‌شد.

#### ساخت پایگاه‌های نیروی دریایی
بزرگ‌ترین پروژهٔ مهندسان اسرائیلی در ایران، ساخت پایگاه‌های نیروی دریایی ایران در بندرعباس و بندر بوشهر و خانه‌های سازمانی افسران، در مجاورت پایگاه‌ها بود.

#### برنامه موشکی
اسرائیل در دوران حکومت پهلوی در مقابل خرید نفت به ایران سلاح می‌فروخت. در سال ۱۹۷۷ قراردادی ۱ میلیارد دلاری میان ایران و اسرائیل به امضاء رسید. هدف این برنامه که به پروژه شکوفه معروف بود ساخت یک موشک بالستیک سطح‌به‌سطح با قابلیت حمل کلاهک هسته‌ای بود.

#### همکاری در کردستان عراق
در خلال سالهای ۱۹۶۵ تا ۱۹۷۵ ساواک و موساد همکاری مشترکی را در جهت حمایت از نیروی استقلال‌طلب کرد عراقی انجام دادند. این حمایت‌ها شامل آموزش، کمک مالی و جهت‌دهی فعالیت‌ها و عملیات‌های کردهای بارزانی علیه دولت مرکزی بعثی عراق بوده است. این فعالیت‌ها با پشتیبانی فنی و مالی سیا همراه بود. پس از امضای پیمان ۱۹۷۵ الجزایر بین ایران و عراق، دولت ایران از ادامه این همکاری مشترک اجتناب کرد ولی اسرائیل به تنهایی این اقدامات را دنبال کرد، که تا امروز ادامه داشته است.

### سخنرانی خمینی
در خرداد ۱۳۴۲ روح‌الله خمینی در یک سخنرانی تاریخی به تندی علیه محمدرضا شاه و رابطه او با اسرائیل و عدم برخورد با بهائیان موضع‌گیری و عملا نخستین فعالیت سیاسی خود را علیه دودمان پهلوی آغاز کرد. او در این سخنرانی ۱۸ بار به اسرائیل اشاره کرد و گفت: «اسرائیل نمی‌خواهد در این مملکت دانشمند باشد، اسرائیل نمی‌خواهد در این مملکت قرآن باشد، اسرائیل نمی‌خواهد در این مملکت علمای دین باشند، اسرائیل نمی‌خواهد در این مملکت احکام اسلام باشد.» و «ربط ما بين شاه واسرائيل چيست که سازمان امنيت مي گويد از اسرائيل حرف نزنيد، از شاه هم حرف نزنيد؟ اين دوتا تناسبشان چيست؟ مگر شاه اسرائيلی است؟ به نظر سازمان امنيت، شاه يهودی است؟» از دید او اسرائیل کشوری بود که به دنبال نابودی اقتصاد ایران است و با اسلام و روحانیت شیعه دشمنی دارد و می‌گفت شاه ایران نفت در اختیار اسرائیل قرار داده تا با مسلمانان بجنگد و سرزمین‌های آن‌ها را غصب کند.
همزمان در اطرافیان محمدرضا شاه نیز برخی افراد نگران ارتباط روزافزون ایران و اسرائیل بودند. برخی از آنها نشانه‌هایی از ایده‌های یهودی‌ستیزانه داشتند که در میان شماری از نخبگان بجا مانده از دوران رضا شاه و فرماندهان ارتش شاهنشاهی طرفدارانی داشتند.

## دوره جمهوری اسلامی
یاسر عرفات نخستین رهبر خارجی بود که تنها چند روز پس از پیروزی انقلاب به تهران سفر کرد و حکومت تازه ایران را ستود. همچنین کنترل سفارت اسرائیل در تهران نیز به جنبش فتح داده شد.
در ۳۰ بهمن ۱۳۵۷ دولت انقلابی ایران در نخستین موضع‌گیری رسمی خود، طی اطلاعیه‌ای دستور اخراج ۳۲ کارمند اسرائیلی شعبه هواپیمایی ال عال از ایران را صادر کرد و خواستار قطع کامل روابط ایران و اسرائیل شد.
روز قدس، یک مراسم در ایران است که از یک‌سال پس از انقلاب ایران در آخرین جمعه ماه رمضان و در حمایت از فلسطینی‌ها برگزار می‌شود.

### در جنگ ایران و عراق
روابط ایران و اسرائیل پس از جنگ ایران و عراق نیز ادامه یافت. در نوامبر ۱۹۸۹ پس از درگذشت سید روح‌الله خمینی، وزارت امور خارجه اسرائیل، وزارت امور خارجه ایالات متحده آمریکا را مطلع ساخت که خرید نفت از ایران را از سر بگیرد و موشه شاهال، وزیر نیروی اسرائیل در سال ۱۹۹۰ در کنست اعلام کرد که دولت متبوعش در معاملات نفتی با ایران دو و نیم میلیون دلار سود کرده است. البته ایران وقوع هرگونه روابطی را تکذیب کرد.
در سال ۱۹۹۸ ناهوم منبار یک تاجر رده بالای اسرائیلی به دلیل فروش اسلحه و فناوری نظامی به ایران به ۱۷ سال زندان محکوم گشت. در جریان رسیدگی به پرونده وی در دادگاه‌های اسرائیل، اسامی بیش از ۱۰۰ شرکت اسرائیلی فاش شد که با ایران در دههٔ ۹۰ میلادی روابط تجاری و نظامی برقرار کرده بودند که بسیاری از آنان با اطلاع دولت انجام شده بود. این واقعه باعث بروز جنجال سرتاسری سیاسی در اسرائیل شد. قطع رابطهٔ کامل ایران با اسرائیل در زمان سید علی خامنه‌ای نیز ادامه داشته است.

### حملات تروریستی در آرژانتین

در سال ۱۹۹۴ میلادی، یک رشته بمب‌گذاری از جمله در در مرکز همکاری‌های اسرائیل و آرژانتین و در سفارت اسرائیل در بوئنوس آیرس، منجر به مرگ بیش از صد شهروند یهودی‌تبار آرژانتینی و اسرائیلی شد. دولت ایران متهم به برنامه‌ریزی، تأمین مالی و آموزش فنی، تاکتیکی و لجستیکی تروریست‌ها شد.

در ۱۸ مارس ۱۹۹۲ میلادی (۲۸ اسفند ۱۳۷۰) ساختمان سفارت اسرائیل در بوئنوس آیرس، پایتخت آرژانتین در اثر یک انفجار مهیب فرو ریخت که در جریان آن ۲۹ نفر از کارمندان سفارت و عابرین محلی کشته شده و بیش از صد نفر زخمی شدند. دولت آرژانتین پس از انجام تحقیقاتی جامع، این انفجار و عوامل آن را به تروریست‌های تحت خدمت نظام جمهوری اسلامی ایران نسبت داد. دو سال پس از فروریختن ساختمان سفارت اسرائیل در بوئنوس آیرس و در ۱۸ ژوئیه ۱۹۹۴ (۲۷ تیر ۱۳۷۳) انفجار مشابهی در ساختمان کانون همیاری یهودیان آرژانتین رخ داد که بر اثر آن، ۸۵ نفر کشته و بیش از سیصد نفر زخمی شدند.
دادگاه آرژانتین ۷ نفر از مقامات ایرانی به همراه عماد مغنیه از مقامات نظامی وقت حزب‌الله لبنان را به دخالت در حادثه آمیا متهم کرده است. این هفت مقام اکبر هاشمی رفسنجانی (رئیس‌جمهور وقت)، علی فلاحیان (وزیر اطلاعات وقت)، علی‌اکبر ولایتی (وزیر خارجه وقت)، محسن رضایی (فرمانده وقت سپاه)، احمد وحیدی (فرمانده وقت سپاه قدس)، احمدرضا اصغری (دبیر سوم وقت سفارت ایران در آرژانتین) و محسن ربانی (رایزن فرهنگی وقت سفارت ایران در آرژانتین) هستند. در مارس ۲۰۰۷ میلادی و پس از مدت تقریباً سیزده سال، دولت آرژانتین با درخواستی رسمی به پلیس بین‌الملل، درخواست جلب پنج مقام بلندپایه نظام جمهوری اسلامی در ارتباط با انفجار آمیا را صادر کرد.
در هشتم بهمن ماه ۱۳۹۱، وزرای خارجه ایران و آرژانتین توافقنامه‌ای برای تشکیل «کمیته حقیقت‌یاب» برای بررسی موضوع انفجار آمیا را امضاء کردند. این کمیته می‌بایست متشکل از پنج قاضی مستقل باشد که هیچ‌یک شهروند ایران یا آرژانتین نباشند را امضاء کردند. اما در ۲۵ اردیبهشت سال ۱۳۹۳، دادگاه عالی فدرال آرژانتین حکم به لغو این تفاهم‌نامه داد و آن را خلاف روح قانون اساسی آرژانتین نامید.
آلبرتو نیسمان دادستان پرونده آمیا شاکی اصلی علیه تشکیل این کمیته حقیقت‌یاب بود و کریستینا فرناندز، رئیس‌جمهور آرژانتین را متهم به «سرپوش گذاشتن بر پروندهٔ انفجار در مرکز یهودیان» کرده بود. نیسمان قرار بود ۳۰ دی ماه در جلسه غیرعلنی پارلمانِ آرژانتین حضور پیدا کند و دربارهٔ اتهاماتی که به رئیس‌جمهور این کشور وارد کرده بود توضیحاتی ارائه دهد، اما یک روز قبل از حضور در این جلسه، جسد او در آپارتمانش در حومه بوئنوس‌آیرس کشف شد. موضوعی که سبب شد انگشت اتهام به سوی دولت آرژانتین نشانه رود. هرچند دادستانی فدرال احتمال خودکشی را مطرح کرده اما کریستینا فرناندز اعلام کرده که عوامل خودسر دستگاه‌های امنیتی این قتل را انجام داده‌اند.
چند روز بعد هکتور تیمرمن، وزیر خارجه آرژانتین، اعلام کرد که کشورش از آمریکا می‌خواهد تا مسئله انفجار آمیا را به مذاکرات مربوط به پرونده هسته‌ای ایران اضافه کند. وی گفت که قبلاً هم چنین درخواستی را داشته است.

### دولت محمد خاتمی
در شرایطی که ظن دست داشتن ایران در بمب‌گذاریهای آمیا، مرکز نظامیان آمریکایی در ظهران عربستان و حکم نهایی دادگاه میکونوس که رهبران ایران را مقصر ترور سه تن از کردهای ایرانی در آلمان دانست ایران را در آستانه حمله نظامی آمریکا قرار داده بود، پیروزی غیرمنتظره محمد خاتمی و آغاز سیاست تنش زدایی او روابط ایران و غرب را تا حدود زیادی بهبود بخشید.
دولت خاتمی در آغازین روزهای خود (آبان ۱۳۷۶) میزبان اجلاس سران سازمان کنفرانس اسلامی در تهران بود. وی در اظهار نظری دربارهٔ اسرائیل اعلام کرد که اگر فلسطینیان موجودیت اسرائیل را بپذیرند ایران نیز با آن‌ها موافقت خواهد کرد.
همچنین از مهم‌ترین رویدادهای در این دوره اتهام تلاش نافرجام ایران و حزب‌الله لبنان و برای ارسال یک کشتی (کشتی کارین آ) اسلحه برای عرفات بود. با اقدام نظامی اسرائیل در دریای سرخ کشتی (حاوی ۵۰ تن اسلحه) را توقیف کردند. گرچه ایران ارسال اسلحه را تکذیب کرد اما عرفات در نامه‌ای به مقامات آمریکا تلاش برای دریافت اسلحه از ایران را تأیید کرد. دولت ایران خود را از ارسال اسلحه مبری دانست، با این حال جرج بوش ایران را در کنار کشورهایی همچون کره شمالی، لیبی و عراق در محور شرارت قرار داد.

### دولت محمود احمدی‌نژاد
ایران و اسرائیل امروزه روابطی خصمانه با یکدیگر دارند که گاهی تا حد تهدیدهای نظامی متقابل نیز پیش رفته است. در ایران حتی نام بردن از دوستی با مردم (و نه دولت) اسرائیل به واکنشهای تند و خشمگین می‌انجامد.
بارها رهبران جمهوری اسلامی خواهان محو و نابودی اسرائیل از روی نقشه جهان شده‌اند، در مقابل به گزارش بعضی از مطبوعات بریتانیا، اسرائیل طرح‌هایی برای «حمله اتمی» به ایران نیز آماده کرده است.
همچنین وزارت خارجه اسرائیل همواره گفته که «اسرائیل همیشه حساب ملت صلح طلب و آرامش طلب ایران را از حساب رژیمی که با گفتارها و کردارهای خویش موجب انزوای ایران می‌گردد» جدا دانسته است.
از موانع امروزی روابط ایران و اسرائیل می‌توان به واقعه دستگیری عده‌ای از یهودیان ایرانی در شیراز به ظن جاسوسی برای اسراییل که بازتاب‌های فروانی یافت، حمایت مالی و نظامی گروه‌های ضد اسرائیلی همچون حزب‌الله لبنان و حماس، تشکیل نیروی قدس سپاه، اعلام روز جهانی قدس از سوی روح‌الله خمینی و برگزاری آن، خواندن اسرائیل با القابی همچون «رژیم صهیونیستی» و «رژیم اشغالگر قدس»، استقرار نیروی نظامی اسراییل در خاک ترکیه در استان وان در جوار مرزهای ایران، مخالفت سرسخت اسراییل با برنامه هسته‌ای ایران و سرنوشت نامعلوم ۴ دیپلمات ایرانی ربوده شده در لبنان که به گفته سید حسن نصرالله در زندان‌های اسرائیل نگهداری می‌شوند اشاره کرد.
حملهٔ نیروی هوایی اسرائیل به کاروان تسلیحاتی، برای حماس از طریق کشور سودان (که دارای روابط گرمی با ایران است) در فروردین ۱۳۸۸ از سوی رسانه‌های جهانی به عنوان هشدار به ایران تعبیر شد.
در ۲۶ آوریل ۲۰۰۹ میلادی، محمود احمدی‌نژاد در مصاحبه‌ای با شبکهٔ تلویزیونی آمریکایی ای‌بی‌سی، سیاست نظام جمهوری اسلامی ایران در مناقشهٔ خاورمیانه را تعدیل کرد. محمود احمدی‌نژاد به‌طور غیر صریح مدّعی شد که نظام جمهوری اسلامی با چاره دو کشوری و به رسمیت‌شناختن کشور اسرائیل توسط فلسطینی‌ها بر اساس طرح دو دولت برای دو ملت مخالفتی ندارد.
در ژانویه ۲۰۱۲ منابع اطلاعاتی آمریکا ضمن افشای خبر ارتباط موساد اسرائیل با گروه جندالله از این موضوع که اسرائیل از هویت جعلی آمریکایی برای افسران اطلاعاتی خود بهره برده و به عنوان افسران دستگاه امنیتی آمریکا با جندالله در انگلیس تماس بر قرار کرده ابراز نگرانی و نارضایتی کردند.

### دوران حسن روحانی
با روی کار آمدن حسن روحانی به عنوان رئیس یازدهمین دولت ایران و افزایش امید بین‌المللی نسبت به حل بحران‌های مرتبط با ایران، اسرائیل از همان ابتدای امر نارضایتی خود را نسبت به این انتخاب ابراز می‌کرد و از سایر کشورها درخواست داشت نسبت به از سرگیری مجدد روابط دوستانه با ایران خوش‌بین نباشند و در پی راه حل نظامی برای مقابله با ایران هسته‌ای برآیند.
مخالفت سرسخت اسرائیل با برنامه هسته‌ای ایران حضور نظامی ایران در سوریه و عراق حمایت از حزب‌الله لبنان و حماس و حمایت از شورشیان حوثی در جنگ داخلی یمن باعث خصمانه تر شدن روابط دو کشور شد.
دولت اسرائیل معتقد است که جمهوری اسلامی علاقه‌مند به ایجاد همسایگی سرزمینی از ایران به دریای مدیترانه و انتقال نیروهای نظامی - از جمله شناورهای دریایی، هواپیماهای جنگنده و هزاران نیرو - به پایگاه‌های دائمی در سوریه است و در تلاش است تا «لبنان» سوریه را به‌دست‌آورد و بر آن مسلط شود. ایران با استفاده از شبه نظامیان شیعه (همان‌طور که با حزب‌الله در لبنان انجام داد) قصد انجام این کار را دارد.
همچنین آویگدور لیبرمن، وزیر دفاع اسرائیل هشدار داد که همه کارها برای جلوگیری از وجود یک راهرو شیعه از تهران به دمشق انجام خواهد شد.
در سال ۲۰۱۷، اطلاعات اسرائیل یک پایگاه ایرانی در حال احداث را در سوریه را کشف کرد که فقط ۵۰ کیلومتر از مرز اسرائیل فاصله داشت از این رو حمله اسرائیل به مواضع نیروهای مورد حمایت ایران در سوریه افزایش یافت.
در ۲۲ اسفند ۱۳۹۹ (مارس ۲۰۲۱)، روزنامه وال استریت جورنال به نقل از مقام‌های آمریکایی گزارش داد که اسرائیل در اواخر سال ۲۰۱۹، دست‌کم به ۱۲ کشتی که بیشتر آنها حامل نفت ایران به سوریه بودند، حمله کرده است. این حملات در دریای سرخ و در نقاط دیگر روی داد.
تقابل اسرائیل با هسته ای شدن جمهوری اسلامی بعد از خارج شدن آمریکا از برجام افزایش یافته است که از جمله اقدامات آنها می‌توان به آتش‌سوزی‌ها و انفجارهای ایران در ۲۰۲۰، حادثه نطنز و ترور محسن فخری‌زاده و حمله سایبری به سایت نیروگاه‌های اتمی انفجار در سایت نطنز اشاره کرد.

### تمایز اسرائیل، بین ملت ایران و حکومت جمهوری اسلامی
مقام‌های عالی‌رتبهٔ اسرائیل پیوسته تأکید می‌کنند که رویارویی اورشلیم با «حکومت جمهوری اسلامی» است و نه با مردم ایران. نخست‌وزیر بنیامین نتانیاهو در پیام‌های ویدئویی به زبان‌های انگلیسی و فارسی تصریح کرده است: «اسرائیل دشمنِ شما نیست؛ برعکس، ما میان ملت ایران و رژیمی که بر آن تسلط دارد تمایز قائل می‌شویم.» او در ۱ بهمن ۱۳۹۵ گفت: «بزرگ‌ترین ترس تهران این است که شهروندانش دریابند در اسرائیل دوست دارند». نتانیاهو در ۱۴ آذر ۱۴۰۲ نیز خطاب به مردم ایران تکرار کرد: «اسرائیل دشمن شما نیست؛ مشکل، تیغ ترورِ رژیم جمهوری اسلامی است، نه شهروندانش».
همین موضع در سخنان سایر مسئولان ارشد اسرائیلی نیز بازتاب یافت. وزیر دفاع پیشین بنی گانتس در ۱۳ مرداد ۱۴۰۰ به همتای آمریکایی خود گفت: «هیچ دشمنی با ملت ایران نداریم؛ تنها با رژیم جمهوری اسلامی در ستیزیم که آیندهٔ منطقه را به خطر می‌اندازد». در سخنرانی مجمع عمومی سازمان ملل (۳۱ شهریور ۱۴۰۱) نخست‌وزیر وقت یائیر لاپید نیز گفت: «دشمن ما رژیم آیت‌الله‌هاست، نه مردم ایران» و جامعهٔ جهانی را به پشتیبانی از ایرانیان آزادی‌خواه فراخواند.

## مناقشه‌های میان ایران و جمهوری اسلامی ایران

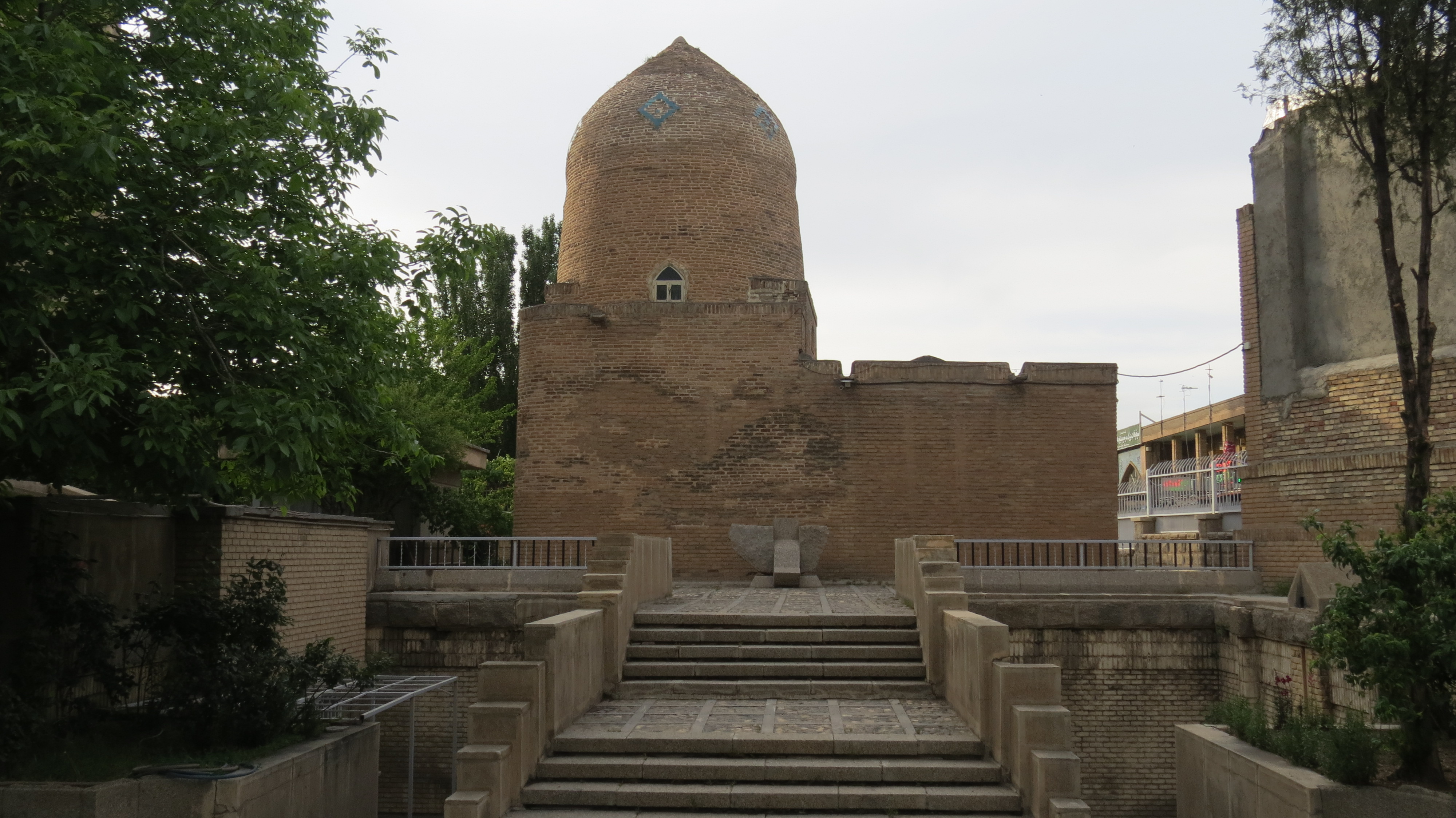
حامیان حکومت ایران، در مقابل آرامگاه استر و مُردِخای در همدان که از اماکن مقدس یهودیان جهان محسوب می‌شود و نیز در فهرست آثار ملی ایران ثبت شده است، تظاهرات و تجمعات اعتراض‌آمیزی برگزار می‌کنند و در مواردی آن مقبره را مورد حملهٔ انتقام‌جویانه با کوکتل مولوتف قرار داده یا به آتش کشیده‌اند.

### جنگ نیابتی ایران و جمهوری اسلامی ایران
در دوران احمدی‌نژاد جنگ نیابتی بین ایران و جمهوری اسلامی ایران شدت یافت.

### حمایت اسرائیل از براندازی جمهوری اسلامی در ایران
ویکی لیکس با ارائه اسنادی مدعی شد که در اوت ۲۰۰۷، در جلسه میر داگان (رئیس موساد) با ریچارد جونز، سفیر آمریکا در اسرائیل، داگان دربارهٔ اهرم‌های فشار علیه ایران چنین می‌گوید:
داگان گفت که باید اقدامات بیشتری برای ایجاد تغییر رژیم در ایران انجام شود، احتمالاً با حمایت از جنبش‌های دموکراسی‌خواهانه دانشجویی و گروه‌های قومی (مانند آذری‌ها، کردها، بلوچ‌ها) که مخالف رژیم حاکم هستند.
در قسمت دیگری از این گفتگو، به رسانه صدای آمریکا اشاره می‌کند:
داگان گفت که اسرائیل درحال‌حاضر این کار را انجام می‌دهد، و به این کار ادامه خواهد داد. داگان به لزوم اعتصاب در قلب ایران به وسیله درگیری مستقیم با مردمش، مجدداً تأکید کرد. رسانه‌های صدای آمریکا (VOA) مهم هستند، اما به رسانه‌های رادیویی بیشتری به زبان فارسی نیاز است. هماهنگی با کشورهای حوزه خلیج فارس مفید است، اما ایالات متحده باید با آذربایجان و کشورها در شمال ایران نیز هماهنگ باشد تا به ایران فشار آورد.

### جنگ سایبری
عموماً تصور می‌شود ویروس استاکس‌نت که در سال ۲۰۱۰ آسیب‌های جدی به برنامه هسته‌ای ایران وارد نمود، توسط اسرائیل با کمک آمریکا ساخته شده باشد. در دستنامهٔ حقوق بین‌المللی مربوط به جنگ سایبری که گروهی از استادان حقوق بین‌الملل به دعوت ناتو نوشته‌اند، این حمله به عنوان مصداقی از توسل به زور معرفی شده است و به دلیل هدف قرار دادند توامان غیر نظامیان، می‌تواند به عنوان جنایت جنگی و نقض حقوق جنگ معرفی شود.

### حمله جمهوری اسلامی به اسرائیل
سپاه پاسداران در دقایق نخست بامداد ۲۶ فروردین ۱۴۰۳ در اطلاعیه‌ای اعلام کرد که تعدادی پهپاد و موشک را در عملیاتی به نام «وعده صادق» به سمت اسرائیل روانه کرده است. در این حمله، ۱۷۰ پهپاد، ۳۰ موشک کروز و ۱۲۰ موشک بالستیک به سمت اسرائیل شلیک شد. برخی از این موشک‌ها به پایگاه هوایی نواتیم در جنوب اسرائیل اصابت کردند.

## ایرانیان اسرائیل

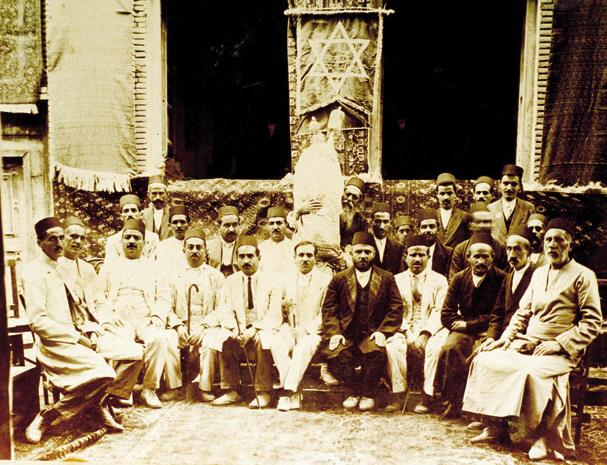
یهودیان ایرانی در همدان در اواخر دوره قاجار.

مهاجرت ایرانیان غالباً کلیمی به کشور اسرائیل از حدود هشتاد سال پیش آغاز شده و کماکان ادامه دارد. گفتنی است که بنابر آمار موجود بیش از ۱۳۵٬۰۰۰ ایرانی‌تبار در کشور اسرائیل زندگی می‌کنند که بسیاری از آن‌ها با وجود سال‌ها زندگی در اسرائیل، هنوز ایران را وطن و کشور نخستین و واقعی خود می‌دانند؛ و بر گفته صدای اسرائیل در حدود ۲۵۰٬۰۰۰ ایرانی و ایرانی زاده در اسرائیل زندگی می‌کنند. منظور از ایرانی و ایرانی زاده ایرانیانی که فرزندان آن‌ها نیز با اتباع سایر کشورها ازدواج کرده‌اند نیز هست.
موشه کاتساو هشتمین رئیس‌جمهور کشور اسرائیل، نمونه‌ای از ایرانیان موفق در کشور اسرائیل است. وی که در شهر یزد در ایران و از یک خانواده کلیمی ایرانی متولد شده و در کودکی به همراه خانواده‌اش به اسرائیل مهاجرت کرده، نخستین ایرانی تباری در ایران است که توانسته در پروسه و روند دموکراسی و انتخابات آزاد به بالاترین مقام سیاسی در کشوری جز ایران نایل آید.
از ایرانیان معروف دیگر در اسرائیل می‌توان به دان حالوتس و شائول موفاز اشاره کرد.

## روابط سیاسی

### اسرائیل و برنامه هسته‌ای ایران
اسراییل که از دارندگان تسلیحات هسته‌ای است، پیش از انقلاب طی پروژه‌ای موسوم به Operation Tzor ساخت شش نوع تسلیحات نظامی با ایران را آغاز کرد که یکی از آنان وعده تولید موشک اسراییلی Jericho بود که قابلیت حمل کلاهک هسته‌ای را دارد هرچند مقامات نظامی اسراییل پس از سرنگونی حکومت پهلوی اذعان کردند که در همه شش پروژه سر ایران را کلاه گذاشته و عملاً با پول و سرمایه ایران در اسراییل تسلیحات را توسعه داده و به ایران نمونه از رده خارج را ارائه داده‌اند. گرچه دولت اسرائیل معتقد است که در صورت دست‌یابی حکومت جمهوری اسلامی ایران به ساخت سلاح‌های اتمی، موجودیت کشور یهود در خطر جدی قرار خواهد گرفت و این کشور نخستین هدف حمله احتمالی اتمی ایران خواهد بود. بنیامین نتانیاهو، نخست‌وزیر پیشین اسرائیل که از وی به عنوان یکی از موافقان «حمله پیش‌گیرانه» اسرائیل به تأسیسات هسته‌ای ایران یاد می‌شود، بارها در سخنرانی‌های رسمی تأکید کرده است که «همه خطرها در مقایسه با خطر ناشی از هسته‌ای شدن ایران کوچک و بی‌اهمیت است».
در واکنش، دولت ایران بارها تأکید کرده است که به «سناریوی حمله» اسرائیل به جمهوری اسلامی «پاسخی سنگین» و از طریق ارتش، سپاه و بسیج «سیلی‌های محکم و مشت‌های پولادین» خواهد داد.
ترور دانشمندان مرتبط با برنامه هسته‌ای جمهوری اسلامی، تهاجم بدافزارها و ویروس‌های رایانه‌ای به تأسیسات هسته‌ای جمهوری اسلامی و تهدیدهای مکرر مقامات نظامی و سیاسی اسرائیل در «حمله پیش‌گیرانه» به تأسیسات هسته‌ای جمهوری اسلامی از موضوعات مورد مناقشه دو کشور ایران و اسرائیل در سال‌های اخیر بوده‌اند.
اسرائیل همچنین جدی‌ترین مخالف برنامه جامع اقدام مشترک بین ایران و گروه پنج به‌علاوه یک می‌باشد که به بسته شدن پرونده هسته‌ای ایران در شورای امنیت انجامید.

### پشتیبانی از تجزیه ایران
در ۲۷ آوریل ۲۰۲۳، ۳۲ نماینده مجلس اسرائیل (کنست) در نامه‌ای خطاب به الی کوهن، وزیر امور خارجه این کشور، خواهان حمایت اسرائیل از اقلیت آذری در ایران و حمایت از تمایلات ملی‌گرایانه آنها برای مقابله با حکومت جمهوری اسلامی شده‌اند. آنها نوشتند: «جلب حمایت‌های بین‌المللی، آن هم تا جای ممکن برای پشتیبانی از آرمان‌های ملی در آذربایجان جنوبی، ضربه مهلکی به رژیم آیت‌الله خواهد بود و شکی وجود ندارد که اگر کشور مستقل آذربایجان جنوبی ایجاد شود، آنگاه اسرائیل در کنار جمهوری آذربایجان متحد دیگری در منطقه خواهد داشت.»

#### واکنش‌ها
- رضا پهلوی در توئیتر خود نوشت: تعرض کلامی ۳۲ نماینده مجلس اسرائیل به تمامیت ارضی ایران، نابخردانه و غیرقابل پذیرش است.[۹۹]

#### عقب‌نشینی
در ۳ مه ۲۰۲۳ گیلا گاملیل، وزیر اطلاعات اسرائیل اعلام کرد که بیشتر نمایندگان پارلمان را که نامه حمایت از تجزیه ایران را نوشته بودند متقاعد کرده که از موضع خود عقب‌نشینی کنند.

### سفر رضا پهلوی به اسرائیل
در فروردین ۱۴۰۲ رضا پهلوی با هدف رسان پیام دوستی مردم ایران و چاره‌جویی برای بحران آب در ایران به اسرائیل رفت. او در این سفر با بنیامین نتانیاهو و اسحاق هرتزوگ دیدار کرد. سپس برای نیایش به دیوار ندبه رفت. او همچنین به دعوت یورام عزری و افرات سوفر، فرزند و نوه مئیر عزری، سفیر سابق اسرائیل در ایران در دانشگاه حیفا و مرکز عزری برای مطالعات ایران و خلیج فارس سخنرانی کرد.

## روابط فرهنگی و غیر سیاسی

### چاپ تمبر کوروش در اسرائیل
در ۱۴ آوریل ۲۰۱۵ (۲۵ فروردین ۱۳۹۴) مصادف با روز یادبود هولوکاست در اسرائیل، دولت وقت اسرائیل از تمبر گرامیداشت کوروش بزرگ، بنیانگذار شاهنشاهی هخامنشی رونمایی کرد.
اداره پست اسرائیل در توضیح این تمبر نوشته که کوروش کبیر پس از فتح بابل، دستور آزادی یهودیان از بردگی را در بابل صادر می‌کند و به آن‌ها اجازه می‌دهد که آزادانه به سرزمین یهودا بازگردند و معبد مقدس خود را در اورشلیم از نو بنا کنند.
بر روی تمبر گرامیداشت کوروش، به سه زبان عبری، انگلیسی و فارسی جملاتی به نقل از او و خطاب به یهودیان در کتاب مقدس آمده است: «خداوند با همه شما که قوم او هستید همراه است، شما اجازه دارید که به اورشلیم بازگردید».
پیروان دین یهود احترام زیادی برای کوروش پادشاه ایران قائل‌اند و خیابانی نیز در اورشلیم به نام کوروش وجود دارد.